# Douarnenez-Valdys
 (avril 2019).
Douarnenez Valdys est une équipe de billard carambole affilié à la Fédération française de billard et qui participe au championnat de France de billard carambole par équipes aux jeux de série Division 1. Sextuple championne de France, en 2017, 2018, 2019, 2022, 2023, 2024 et 2025, elle est la première équipe française à remporter la coupe d'Europe Classic Teams, en 2018, titre qu'elle conserve en 2019, en 2020, 2023 et en 2024. Elle est l'équipe phare du club du Douarnenez Sport Billard.

## Résultats sportifs

### Palmarès
| Compétitions nationales | Compétition internationale                                                                                    |
| --- | --- |
| - Championnat de France Top Ligue 1 (7) - Champion en 2017, 2018, 2019, 2022, 2023, 2024 et 2025 - Championnat de France Division 2 - Vice-champion en 2010 - Championnat de France Division 3 (1) - Champion en 2007 | - Coupe d'Europe Classic Teams (5) - Vainqueur en 2018, 2019, 2020, 2023 et 2024 - Médaille de bronze en 2025 |

## Effectif actuel
| Nat. | Nom                 | Date de naissance | Sélection          |
| ---- | ------------------- | ----------------- | ------------------ |
|      | Grégory Le Deventec | 4 février 1982    | France             |
|      | Raymund Swertz      | 4 septembre 1988  | Pays-Bas           |
|      | Louis Edelin        | 4 juin 1957       | France             |
|      | Marek Faus          | 28 juillet 1974   | République tchèque |
|      | Florent Le Deventec | 26 mars 1986      |                    |
|      | Cédric Zoppi        | 30 mai 1983       | France             |

### Anciens joueurs
|  | Pierre Soumagne       | 1er octobre 1987 | France   |
|  | Benoît Deziles-Legros | 21 mars 1981     | France   |
|  | Patrick Niessen       | 12 juin 1965     | Belgique |
|  | Eddy Leppens          | 3 décembre 1969  | Belgique |

## Bilan par saison
| Saison    | Championnat de France | Class.                        | Coupe d'Europe                                  |
| --------- | --------------------- | ----------------------------- | ----------------------------------------------- |
| 2005-2006 | Division 3            | 1/4 de finale                 |                                                 |
| 2006-2007 | Division 3            | Champion                      |                                                 |
| 2007-2008 | Division 2            | 4e                            |                                                 |
| 2008-2009 | Division 2            | 1/4 de finale                 |                                                 |
| 2009-2010 | Division 2            | 2e                            |                                                 |
| 2010-2011 | Top Ligue 1           | 6e                            |                                                 |
| 2016-2017 | Top Ligue 1           | Champion                      | Qualifié pour Coupe d'Europe Classic Teams 2018 |
| 2017-2018 | Top Ligue 1           | Champion                      | Vainqueur de la Coupe d'Europe Classic Teams    |
| 2018-2019 | Top Ligue 1           | Champion                      | Vainqueur de la Coupe d'Europe Classic Teams    |
| 2019-2020 | Top Ligue 1           | Championnat annulé (Covid-19) | Vainqueur de la Coupe d'Europe Classic Teams    |
| 2020-2021 | Top Ligue 1           | Championnat annulé (Covid-19) | Coupe d'Europe Classic Teams annulée (Covid-19) |
| 2021-2022 | Top Ligue 1           | Champion                      | Coupe d'Europe Classic Teams annulée (Covid-19) |
| 2022-2023 | Top Ligue 1           | Champion                      | Vainqueur de la Coupe d'Europe Classic Teams    |
| 2023-2024 | Top Ligue 1           | Champion                      | Vainqueur de la Coupe d'Europe Classic Teams    |
| 2024-2025 | Top Ligue 1           | Champion                      | 3ème de la Coupe d'Europe Classic Teams         |